# Itame mizanensis
Itame mizanensis är en fjärilsart som beskrevs av Eugen Wehrli 1940. Itame mizanensis ingår i släktet Itame och familjen mätare. Inga underarter finns listade i Catalogue of Life.